# Orfeo (Rossi)
Pour les articles homonymes, voir Orphée (homonymie).
Orfeo est un opéra baroque du compositeur italien Luigi Rossi sur un livret de Francesco Buti (en), créé en 1647 à Paris. L'histoire reprend le récit du mythe grecque dans les Métamorphoses d'Ovide d'Orphée, qui descend aux enfers chercher sa femme Eurydice.

## Historique
Commande de la cour de France et monté à l'instigation du cardinal Mazarin, qui demande à ses connaissances de Rome et Florence de lui envoyer des musiciens et reçoit notamment huit castrats, l'Orfeo est un opéra italien pour les Français. Le livret est signé par l'abbé Francesco Buti, alors secrétaire du cardinal Barberini. La composition de la partition confiée à Luigi Rossi, alors en France, commence à l'été 1646, et se poursuit alors que la femme du compositeur meurt en décembre de cette même année.
L'opéra devait initialement être monté pour le carnaval, mais le retard des répétitions repousse la  date de la création. La première représentation a lieu le 2 mars 1647 au Théâtre du Palais-Royal à Paris, devant Louis XIV âgé de neuf ans. Les machineries du spectacle sont conçues par Giacomo Torelli et la chorégraphie par Giovanni Battista Baldi. L'opéra obtient un grand succès, notamment grâce au faste du spectacle mis en place pour l'occasion, et l'ouvrage est repris plusieurs fois au mois de mars puis lors de ceux qui suivent, pour un total de huit représentations, au cours de trois d'entre elles auxquelles le roi assiste. Il s'agit vraisemblablement du premier opéra joué en France,. La Gazette du 8 mars 1647 remarque la nouveauté d'un tel opéra et spectacle en France, surtout les ballets, et reconnaît la qualité de la musique de Luigi Rossi, en particulier les airs. L'on reprocha cependant alors au cardinal Mazarin la somme dépensée pour mettre à bien son projet, évaluée à 300 000 écus.
La partition est perdue pendant plusieurs siècles jusqu'à être redécouverte par Romain Rolland à la bibliothèque du Palais Chigi de Rome. Ouvrage inconnu et anonyme alors, elle n'est attribuée à Luigi Rossi que plus tard. L'œuvre n'est rejoué qu'en juin 1982 à La Scala de Milan sous la direction de Bruno Rigacci, repris ensuite en 1985, mis en scène par Luca Ronconi. Les Arts florissants et William Christie en donne une nouvelle version en concert en 1990 en tournée à Lille, Montpellier, Vienne, Paris et Londres. Par la suite, l'ouvrage est régulièrement recréé sur les scènes lyriques européennes, notamment au Château de Versailles en 2016 avec l'Ensemble Pygmalion, sous la direction de Raphaël Pichon, monté d'abord à l'Opéra national de Lorraine à Nancy.

## Description
Composé d'un prologue, trois actes, vingt-cinq scènes et un épilogue, d'une durée d'environ six heures à l'origine, l'opéra met en scène le mythe d'Orphée et Eurydice, utilisé à de multiples reprises dans l'histoire de l'opéra.

### Rôles
Les rôles de Orfeo sont les suivants :
| Rôle        | Tessiture         | Créateur |
| ----------- | ----------------- | -------- |
| Orfeo       | alto (castrat)    |          |
| Euridice    | soprano           |          |
| Aristeo     | soprano (castrat) |          |
| Giove       | ténor             |          |
| Giunone     | soprano           |          |
| Pluto       | basse             |          |
| Proserpina  | soprano (castrat) |          |
| Himeneo     | soprano (castrat) |          |
| Caronte     | ténor             |          |
| Amore       | soprano           |          |
| Venere      | soprano           |          |
| Endimione   | ténor             |          |
| Momo        | ténor             |          |
| Bacco       | soprano           |          |
| Satiro      | baryton           |          |
| Nutrice     | contralto         |          |
| Gelosia     | contralto         |          |
| Mercurio    | alto (castrat)    |          |
| Apollo      | alto (castrat)    |          |
| Una Vecchia | ténor             |          |
| Le Grazie   | soprani           |          |
| Le Parche   | 2 soprani, alto   |          |
| Vittoria    | alto (castrat)    |          |
| Augure      | basse             |          |
| Sospetto    | soprano (castrat) |          |

## Enregistrements (sélection)
- Orfeo, Agnès Mellon, Monique Zanetti, Sandrine Piau, Les Arts florissants, sous la direction de William Christie (CD Harmonia Mundi, 1991)[6].
- L'Orfeo, Luigi Rossi, Ensemble Pygmalion, sous la direction de Raphaël Pichon (DVD Harmonia Mundi, 2016)[7].
- L'Orfeo (version intégrale en italien), Ensemble Allabastrina, direction Elena Sartori (CD Glossa GCD 923903, 2021)[1].